# Justicia tobagensis
Justicia tobagensis е вид растение от семейство Страшникови (Acanthaceae). Видът е световно застрашен, със статут Уязвим.

## Разпространение
Видът е ендемичен за Тринидад и Тобаго.